# トーマス・モーソン
トーマス・ヘイトン・モーソン（Thomas Hayton Mawson、1861年 - 1933年、THモーソン）は、イギリス人ガーデンデザイナー、ランドスケープアーキテクト、都市計画家。ハンフリー・レプトンの造園論に共鳴し、フォーマルデザインとインフォーマルデザインの融合に留意したデザイン活動を数多く展開した。E.ケンプの作品に私淑。晩年はフォーマル傾向が強まった。
庭園の代表作では、イギリス湖水地方などに建造されたビーチマウント・カントリー・ハウスやグレイスウェイト館などの庭園を多くてがけ、これらは現存するものも幾つかある。
1923年に都市計画研究会の会長に、1929年にはランドスケープアーキテクト研究会の初代会長に就任している。 
カナダ･バンクーバーのスタンレイ公園の改良設計等を手がけ、カナダで講演を行ってから、おもに都市計画方面に関わるようになる。イギリス諸都市にアテネ、サロニカ、カナダ各地の諸都市の計画に貢献。
著書には The Art and CRAFT of GARDEN メイキング、Civic Art, The Life and work of an Englishランドスケープアーキテクト、など。
アメリカのグレート・スモーキー山脈国立公園の開発にも助言を行っている。ランカスター出身。

## 庭園作品
トーマス・モーソンが設計したカンブリア州のいくつかの庭園、グレイスワイト・ホール庭園（ニュービー・ブリッジ、整形式庭園、1889年）以降は、以下の通り。
- ラングデール・チェイス（英語版）庭園（トラウトベック、整形式庭園、1890年）
- クリーブ・ハウ庭園（ウィンダミア、改装庭園、1894年）
- ホールハード庭園（英語版）（ウィンダミア、蘭の家、1898年）
- ヒースワイト庭園（ウィンダミア、モーソンの家族用のヴィラ庭園、1899年）
- ムーア岩山（英語版）庭園（ウィンダミア、ボイジー家のための新しい庭園、1899年）
- ブロックホール（英語版）庭園（ウィンダミア、整形式庭園、1900年）
- イチイ庭園（ストーズ、1902年）
- キーン・グラウンド庭園（ホークスヘッド（英語版）、時期は不詳）
- ブラックウェル庭園（ウィンダミア、ベイリー・スコット家のための新しい庭園、1902年）
- ザ・コーベル庭園（ウィンダミア、モーソン自邸の庭、1906年）
- シュルブランズ（英語版）庭園（ウィンダミア、モーソンの弟ロバート家の庭、1907年）
- リンデス・フェル・カントリー庭園（ウィンダミア、1907年）
- ハウス・ホテル庭園（ウィンダミア、 1907年）
- ライダル・ホール（英語版）庭園（アンブルサイド（英語版）、整形式庭園とワイルドガーデンの混在、1909年）
- ウッド・ホール（英語版）庭園（コッカー、整形式庭園、1910年）
- ホルカー・ホール（英語版）庭園（CARK・イン・カートメル、バラ園、1910年）
- アバブ・ベック庭園（グラスミア、大規模なロックガーデン、1913年）
- ゲートハウス庭園（エスクデール、日本庭園、1914年）

公園設計ではハンレイ公園を最初にその後ウルバーハンプトン公園(1896年)、ブラックカントリー公園(1886年)、ブルンスウィック公園(1887年)、ビクトリアシュビリー公園(1887年)、ディヴィデール公園(1887年)、ウィレンホール記念公園(1923年)などがある。

## 人物
家族では長男で、トーマスの父ジョンは1877年に亡くなり、2年後の1879年、16歳の時に家を出てロンドンに働きに出る。この1879年から1885年にかけては、おもにロンドンやサマセット州での養樹園で造園の経験を積み、いくつかの商用の養樹園で地位を獲得し、この仕事を通して園芸や植物の知識、ビジネスの実行に必要なスキルのいくつかを取得。
パートナーシップでのオファーを通じて独立。湖水地方の土地を見つけ、兄弟の助けを借りて造園業を確立することを望み、1880年、兄弟でウィンダミア湖水地方で養樹園モーソン・ブラザーズ（後のレイクランド農園）を設立する。
その後事業は順調で庭のデザインに目を向くようになる。庭園関係での最初の仕事は、地元ウィンダミアのグレイスホワイトホールの庭園で、その作品では建築と植栽のもつ特徴を融合させている。
こうしてモーソンは、幸先の良い時にウィンダミアで造園ビジネスを確立した。当時湖水地方は、自然保護論者からの抗議にもかかわらず、開発領域を開き英国の鉄道網に接続されていた。国の荘園とカントリーハウスのサイトは近隣の都市にすむ裕福な実業家らが、地域とその長年の風光明媚な評判に惹かれていた。モーソンが庭園ビジネスで大部分を得ていたのはこの層からで、利便性とモーソンのプロモーション能力と栽培能力とを組み合わせることで、彼は英国北部全体では、まず、湖水地方を越えて彼のビジネスを成長させるために有効にして最終的には全国的に名声を確立する。1901年以降は湖水地方の養樹園をホームベースとして、彼はランカスターに本社、ロンドンに子会社の事務所を所有することになった。
この間の1891年にモーソンは、モンマスシャー州ニューポートのベルビューパークのオープンコンペで初の一等を獲得し設計を委託された。彼のデザインはモンマスシャー病院やサイトニューポートなど、実際には隣接するフィールドのための設計で、最初の訪問で指示を誤解される。契約締結された後の間違いで、最初のサイトを訪問するまで実現されなかった。
1894年、1909年の間には、カーディフ近くにあるダフリン庭園の設計を委託された。 
この時期の英国でデザインの訓練を受けた専門家らは、一部では、これはウィリアム・ロビンソンが推進する、自然や野生の庭への反応から、特に家との関係で庭園設計するために、修飾されているアサーションを含むであろう建築家らと新興の造園スタイルとの論争が生じていた。ロビンソン信者は英国の自生植物が色とりどりのハーディエキゾチックによって強化された楽園の荒野ともいうべき庭づくりに共鳴して作庭に際し形やデザインを放棄する傾向がみられた。これに対抗するため、ジョン・セディングとウィリアム・ブロムフィールドら建築家らは家の延長として見られるともにこれを超えて風景まで取り込み、壁や生け垣で敷地を囲む必要があり、整形式庭園の復権を提案していた。
モーソンは、家に依拠しない整形式な要素だけの庭園と、即時の風景や森林を取り巻く自然庭園の方法で拡張する手法を開発することによって、この二分法を解決した19世紀後半と20世紀初頭のガーデンデザイナーの一人となった。
このころモーソンのビジネスのクライアント・パトロンにスコットランド出身でアメリカで鉄鋼業で大富豪となるアンドリュー・カーネギー、さらに家具業のサミュエル・ワーリング、石鹸で財を成したウィリアム・レバーらがいる。 
1897年、カーネギーは自らスコットランドで終の棲家としてサザーランドのSkibo城を買って、景観を改善するための業務をモーソンに依頼している。
またサミュエル・ワーリングの紹介により、モーソンは、コペンハーゲンの女王アレクサンドラの休日ホームの庭を設計する仕事を得ている。
これらのコミッションの両方がモーソンの専門家の評判のために重要であり、ファーストクラスに配慮した英国でのしごとは欧州のコンテキスト、および2番目の拡張彼の状態でも有数の庭園デザイナーとして彼を確立した。
ノーサンプトンシャー州ラシュトンホールには1905年から1909年と弟ロバートによって実装し、モーソンによって設計された20世紀初頭の整形式テラスガーデンがある。
後にモーソンは、イギリス式を一地域の様々な場所で、ヨーロッパとカナダでは他の形式で、庭園を設計。
ロンドンでは、ハムステッド・ヒルでロード・リーバーヒュームのための庭園を設計した。フィートの長いパーゴラは、現在西ヒースの一部として一般に公開されている。
彼が設計したのは他にリヴィングトンガーデンズ、 リーバーヒュームのランカシャー州レバーパークがあり、 パジアム記念公園（1921年）は、ランカシャー州内の別の委員会からのものである。 
福祉の基盤、教育、平和に財産を有効につかうにはという1899年に引退したときのカーネギーの決断により、1903年に、彼はハーグで平和宮を建設するために150万米ドルを与えている。この宮殿の業務は、最終的に3招待のライバルに勝利してモーソンがグランドをレイアウトするためのコミッションを獲得。1908年に事業を開始した。
1910年から1924年まで、リバプール大学シビックデザイン学校で頻繁に講演を行い、また、スタジオの雑誌やアートの年間スタジオ・イヤーブックに庭の設計に関する記事を寄稿。パースシャーのカントリーハウスなどの庭園を手がけている。

## 都市計画
こうして庭園デザイナーとしてキャリアを始めたモーソンであったが、一方で1903年8月、カーネギー率いるカーネギー財団から、カーネギー生誕の地ダンファームリンの都市改善に関する業務調査を委託されている。この業務について財団はパトリック・ゲデスにも委託しており、どちらの提案も費用がかかりすぎるので結局既存都市施設の維持管理に専念している。
1910年代からカナダのレジーナ、サスカチュワン大学キャンパス、スタンレーパーク、バンクーバーなどの都市マスタープランを手がける。この10年間にはこのためカナダやギリシャにオフィスをもち、都市公園や町のプランナーとしての地位を確立。後にはランカスターやロンドンと同様に、バンクーバーだけでなくニューヨークにもオフィスを持ち、都市デザインとまちづくり実践のために知られるようになる。
1913年には、コンスタンチン国王の意思決定の重要な要因となっていることを示唆している宮殿庭園のデザインの仕事として英国王立委員会に、ギリシャのロイヤルファミリーとアレクサンドラ女王へのリンクが与えられ、同様にアテネの町の計画と公園システムを提供するようモーソンを指名する。

### カルガリー計画
計画業務で、最も野心的なプロジェクトの一つでかつ、モーソンがより多くの人に注目されたプランが1913年から1914年にかけてのカナダ・カルガリー計画だった。
1912年、モーソンはハリファックスに始まり、ビクトリアで終了した講演ツアーでカナダを訪れた。
その間、カルガリーカナダのクラブに、プレーンシティ、どのように美しくするか、というスピーチをカルガリーで行う。楽しく、スピーカーとして才能あふれるモーソンは、まちの誇り、ビジネスセンス、そして世界の残りの部分を感動させる意欲をアピールすることで聴衆を魅了した。1913年カルガリーで二度目の講演後、彼は1913年から6000ドルで町の協議会に雇われた。1914年の4月、約一万人の町カルガリーの合理的な都市の成長のための計画構想をうけ、すぐに市は、プランナーを雇うために最初の西洋の都市としての地位を促進し、それを利益にモーソンに依頼したものである。 
モーソンの報告書、 カルガリー過去、現在、未来の都市の場合：市の経済成長を制御するための予備的なスキーム、は1914年に発表。レポートの計画や図面のほとんどは予備的なものであったが、それにもかかわらず、ディテールやカルガリーに直面する問題に関する思想に驚き、モーソンが計画したものの優れたアイデアを踏襲してる。
モーソンの計画は、カルガリーの向上に大規模な提案を提供、ロンドンやパリのような大都市で発見された方法で、新たな事業や入植者を誘致する方法の話を聞いた。当時世界で席捲していたガーデンシティの運動と都市美運動の影響を受けていた方法に関するもので、カルガリーの理想的な生活条件未満に、モーソンの報告は二つ、そのデザインの動きとどのようにカルガリーの問題を解決できるの理念を強調している。それから西の残りの部分の例として、理想的な街に自分自身を再構築するために自分自身を向上させるために全体の近隣を破壊させず、若い都市としてカルガリー促したのである。 
ガーデンシティと都市美運動への献身のために、モーソンは、公園、パブリックガーデン、任意の都市の遊び場が...その市民生活に非常に大きな役割を果たす...と信じていた。普通の人々、美しい緑のスペースに裕福な、当然のアクセスだけでなく、十分な公園に母親が小さな子供が一人で行けるよう近くに位置するすべてのカルガリーの家を望んでいたことで譲らなかった。彼のレポートは、カルガリーのスポット/公共スペースを作るために、公共の公園として使用するために構築するためにも、低急、または湿地、任意の土地を充当する市議会を促した。
モーソンはまた、新しい公園はカルガリー在来種の代わりに、壊れやすいエキゾチックな植物を使用していた。カルガリーで繁栄と地域の選択に変化を発見する外国植物で、市内で実験を勧めている。 
モーソンは良いまちづくりは、主に交通の問題を解決したことを信じていた。この信念は、彼も1912年に過密され、トラフィック混雑解消される中央のカルガリーの理想像を描き、モーソンは、混雑した道路や都市の特徴であった狭い歩道を嫌って、カルガリーの混雑やトラフィックフローの問題を解決するために思考の多くを置いている。報告書では、市はハドソン湾の建物で見られるような10から12フィートという広い歩行者専用アーケードを含むようにそれらのグランドフロアを改装するために、すべての繁華街の歩道と事業を削除するを勧めている。これは、任意の建物を取り壊すことなく、街を広げ、混雑で役立つとし、将来の混雑問題を防ぐためで、モーソンの報告書はまた、推奨される広い道引当金は、将来の道路が将来的には必要なときには比較的簡単で安価な拡張を可能にするために必要とされるすべての新しい道路や地域に与えられ、可能な限り、頻繁にルートがあることだった走行トラフィックが自由に流れるように広がった。
報告書はまた、グリッドパターン通りのカルガリーは、直接アクセスを提供するように設計された円形の、斜めの道路の組み合わせで一定の動きを使用していた置き換えられ、中央のカルガリーのうちに速度が増加した。三つの新しい弓間のブリッジとエルボ全体の6と同様に肘を横切る二つの既存の橋梁の方向の変化はまたダウンタウンのトラフィックフローとアクセシビリティを向上させることが示唆された。これらの新しい橋は、世界クラスの都市の一つに、そのレイアウトを変換し、カルガリーの壮大な景観を作成するのに役立つとしている。 
モーソンは、裁判所やノックス長老教会を含め、カルガリーの既存の石造りの建物の多くをレポートは間違いなく多くのそのような建物の破壊につながるだろうすべての重要な市民の建物移転を促している。
当時に他の都市のように、カルガリーの市民の建物は市内に散らばっていた。
モーソンの計画は、中央の正方形の周りに集まって、カルガリー市民の注意を焦点を作成するために自分のスタイル、図形、および高さを統一する。彼らが関心の中心ではなかった場合は、芸術と道徳的な効果が美しい動きは生産の美しい建物とガーデンシティとシティが失われたため大きな都市は美しい景色と記念碑的な街を必要と信じていた。
モーソンは、新しい市民の建物をおく場所として、フォースストリートSWとセンターストリートを選んだ。市民が到達するのは簡単だったこと、その場所は、中央カルガリーより印象的にすると信じていたので選んでいる。美術館、アートギャラリー、図書館、および政府の建物は、同じ時間で4セントの文化の中心に配置、大規模な市民やショッピングセンターは対称的にそれぞれに配置されたCPRとCNRの主要駅と視覚的なバランスだけでなく、簡単にアクセスするためのエンドやセンターセント上に置かれ、都市がより視覚的に魅力的にするためにいくつかのと、ノイズを汚物を引き起こしされた、と過密であったそのうちの市内中心部または周辺の工場は、十分に離れてダウンタウン新しい郊外から南東に移転を促している。
このように下層階級の労働生活から市民と家庭生活から切り離すことによってモーソンは美しい、静かな環境は、物理的および精神的健康を改善することがガーデンシティ・理想的な街という彼の信念を強調した。公立学校とコミュニティセンターのように重要な公共建築物についてもモーソンは、一緒にグループ化し、教会や特定の文化に接続されている任意の建物から離して見つけることを強調した。これはスラムを回避し、同様に文化や宗教の対話ができる場所を提供するために、文化的、宗教的な地区に一緒に群がって異なる文化や宗教に属する人々を防ぐためだった。モーソンも一緒に学校やコミュニティセンターを置くことによって、カルガリーは少しの努力で、新しい統一された郊外を促すことができると信じていた。